# (927) Ratisbona
(927) Ratisbona ist ein Asteroid des Hauptgürtels, der am 16. Februar 1920 vom deutschen Astronomen Max Wolf in Heidelberg entdeckt wurde. Er erschien als schwache Strichspur auf zwei Photoplatten, die Wolf ursprünglich zur Beobachtung von (446) Aeternitas und zur Bestimmung der Eigenbewegung von Fixsternen belichtete.
Im Rahmen der Jubiläumsfeierlichkeiten zum 300. Todestag Johannes Keplers, die 1930 in Regensburg stattfanden, benannte Max Wolf den Asteroid nach dem lateinischen Namen der Stadt, in der Kepler 1630 starb.